# Uninett
Uninett AS är ett norskt statligt aktiebolag som utvecklar och driftar det nationella forskningsnätet i Norge. Uninett ägs av Kunskapsdepartementet och levererar internettjänster till universitet och högskolor. Uninett-koncernen består av ett moderbolag och två dotterbolag, Uninett Norid och UNINETT Sigma.
Datornätverket Uninett ingår sedan 1989 i det samnordiska datornätverket Nordunet där även det svenska forsknings- och universitetsnätverket Sunet, danska Forskningsnettet, finska Funet samt isländska RHnet ingår. Uninett och de övriga nationella forskningsnätverken anses ha haft stor inverkan på internetsutveckling i Norden. 